# Ethiopian Broadcasting Corporation
Ethiopian Broadcasting Corporation, nota anche con l'acronimo EBC, è l'ente radiotelevisivo pubblico dell'Etiopia. Trasmette dalla capitale Addis Abeba in amarico, oromonico, somalo, tigrino, afar e inglese.

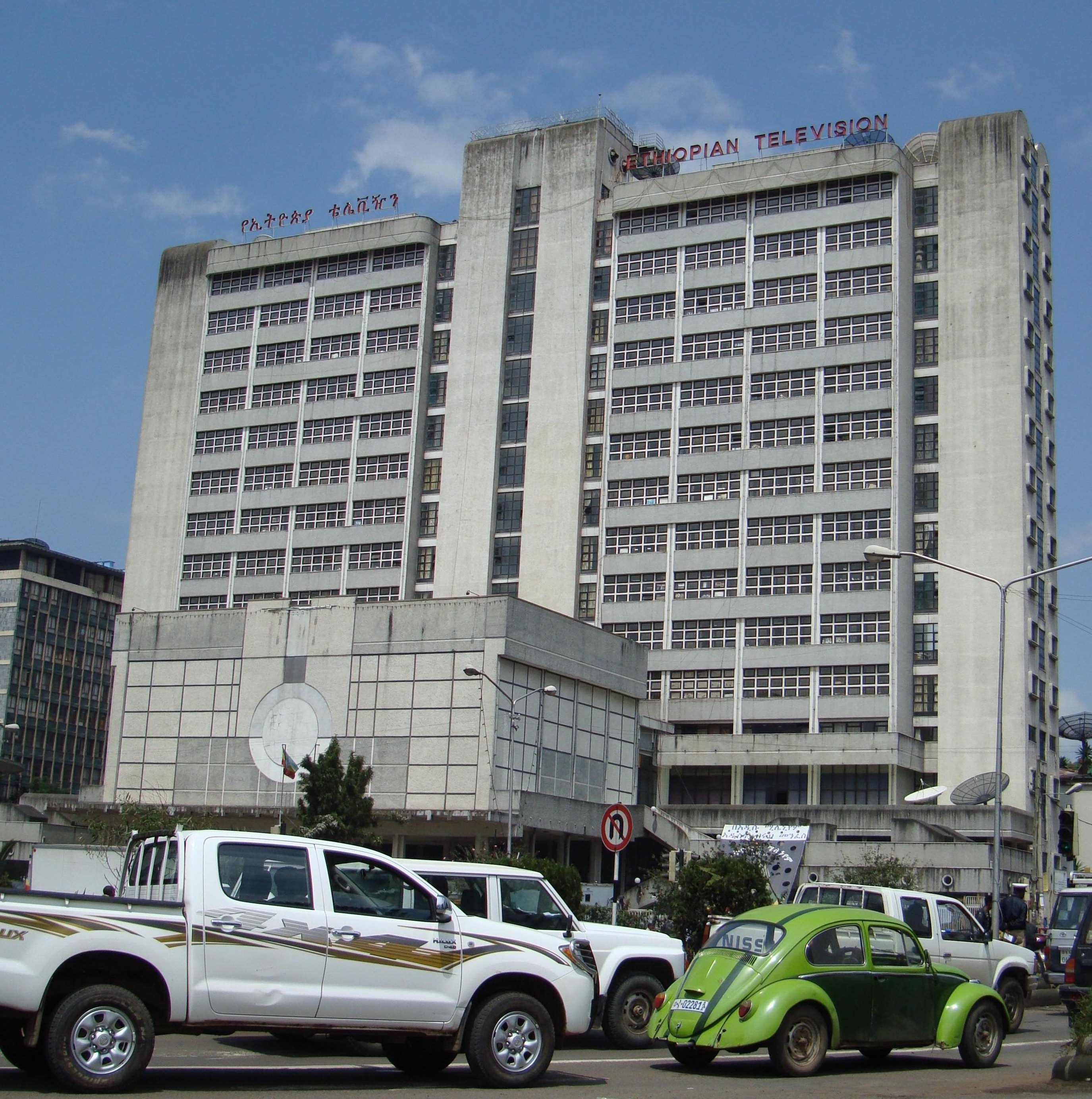
Quartier generale della EBC ad Addis Abeba.

## Storia
EBC fu creata per ordine dell'imperatore Hailé Selassié nel 1962 sotto il nome di "Program UT CCPP", dalla fusione del servizio radiofonico, già esistente dal 1935, con quello televisivo appena nato e in fase sperimentale, avvalendosi dell'assistenza tecnica dell'azienda statunitense Thomson.
Le trasmissioni televisive regolari iniziarono il 2 novembre 1964 in occasione del meeting dell'Organizzazione dell'unità africana, che si tenne quell'anno ad Addis Abeba. 
La TV a colori debuttò a livello sperimentale nel 1979 e passò ad un servizio regolare nel 1984 per commemorare la fondazione del Partito dei Lavoratori d'Etiopia.
L'assetto attuale dell'azienda fu dato nel 1987 con la legge 114/87.
Nel 1995 nacque ERTA (Ethiopian Radio and Television Agency)  dalla fusione di Ethiopian Radio e ETV (Ethiopian Television).
Nel  2014 il canale televisivo cambiò nome da "ETV" a "EBC". 
Nel 2015 EBC e i canali regionali del gruppo ammodernarono gli studi dedicati ai notiziari. Nel marzo 2018, con il passaggio al sistema digitale, al bouquet di EBC si aggiunsero dei canali tematici che rispolverarono il marchio "ETV".

## Programmazione
L'offerta di EBC include un'ampia gamma di programmi che vanno dalle notizie allo sport, alla musica e all'intrattenimento, primariamente in amarico e secondariamente nelle altre lingue ufficiali del Paese, ovvero oromonico, somalo, tigrino e afar, oltre all'inglese come lingua internazionale.

## Servizi

### Televisione

#### Nazionali
| Nome                 | Sede        | Тipo | Lancio | Lingua                                              |
| -------------------- | ----------- | --- | ------ | --------------------------------------------------- |
| ETV                  | Addis Abeba | generalista | 1962   | amarico, oromonico, somalo, tigrino, afar e inglese |
| ETV News HD          | Addis Abeba | canale all news 24 ore di cultura, politica, documentari, economia                                                                          |        | amarico                                             |
| ETV Languages HD     | Addis Abeba | notiziari nelle varie lingue dell'Etiopia e in 3 lingue internazionali                                                                      |        | amarico, oromonico, somalo, tigrino, afar e inglese |
| ETV Entertainment HD | Addis Abeba | fiction, lifestyle, prima sitcom etiope per la famiglia, Betoch, programmi di produzione straniera, inclusi soap opera e film hollywoodiani |        | amarico, oromonico, somalo, tigrino, afar e inglese |
| ETV Sport HD         | Addis Abeba | incontri sportivi, in particolare quelli delle squadre europee, della Ethiopian Premier League e dei tornei sportivi internazionali         |        | amarico, oromonico, somalo, tigrino, afar e inglese |
| ETV Representative   | Addis Abeba | adesso chiuso, era un canale di cronaca dal Parlamento e da eventi istituzionali                                                            |        | amarico, oromonico, somalo, tigrino, afar e inglese |
| ETV Afan Oromo       | Addis Abeba | notizie, sport e intrattenimento |        | afan, oromonico                                     |
| ETV Yelijochalem     | Addis Abeba | programmi per bambini |        | amarico, oromonico, somalo, tigrino, afar e inglese |

#### Regionali
- Addis TV
- Tigray TV
- Somali TV
- Dire TV
- Debub TV
- Harar TV
- Afar TV

### Radio

#### Nazionali
| Nome                             | Sede        | Тipo        | Lancio | Lingua                                              |
| -------------------------------- | ----------- | ----------- | ------ | --------------------------------------------------- |
| Ethiopian National Radio FM 93.1 | Addis Abeba | generalista | 1935   | amarico, oromonico, somalo, tigrino, afar e inglese |
| Civil Services FM 100.5          | Addis Abeba | generalista |        | amarico, oromonico, somalo, tigrino, afar e inglese |
| EBC FM 104.7                     | Addis Abeba | generalista |        | amarico, oromonico, somalo, tigrino, afar e inglese |

#### Regionali
- Fana FM 90.0
- Awash FM 90.7
- Debub FM 91.6
- Ahadu FM 94.3
- Addis FM 97.1
- Bisrat FM 101.1
- Sheger FM 102.1
- Tsedey FM 102.9
- Ethio FM 107.8
- Jimma Fana FM 98.1

## Ricezione

### Satellite[7]
| Satellite          | NSS 12                                                                                | NSS 12                                                                                | Belintersat 1                                                                         | Eutelsat 36B                                                                          | Eutelsat 7C                                                                           | SES 5                                                                                 |
| Posizione orbitale | 57.0° E                                                                               | 57.0° E                                                                               | 51.5° E                                                                               | 35.9° E                                                                               | 7.0° E                                                                                | 5.0° E                                                                                |
| Canali             | ETV News, EBC, ETV Languages HD, ETV Entertainment HD, ETV Yelijochalem, ETV Sport HD | ETV News, EBC, ETV Languages HD, ETV Entertainment HD, ETV Yelijochalem, ETV Sport HD | ETV News, EBC, ETV Languages HD, ETV Entertainment HD, ETV Yelijochalem, ETV Sport HD | ETV News, EBC, ETV Languages HD, ETV Entertainment HD, ETV Yelijochalem, ETV Sport HD | ETV News, EBC, ETV Languages HD, ETV Entertainment HD, ETV Yelijochalem, ETV Sport HD | ETV News, EBC, ETV Languages HD, ETV Entertainment HD, ETV Yelijochalem, ETV Sport HD |
| Frequenza          | 11165 H                                                                               | 11545 H                                                                               | 3718 R                                                                                | 12034 V                                                                               | 11554 H                                                                               | 12265 H                                                                               |
| SR                 | 45000                                                                                 | 45000                                                                                 | 17950                                                                                 | 27500                                                                                 | 30000                                                                                 | 27500                                                                                 |
| FEC                | 3/4                                                                                   | 5/6                                                                                   | 3/4                                                                                   | 3/4                                                                                   |                                                                                       | 3/4                                                                                   |
| Modulazione        | QPSK                                                                                  | QPSK                                                                                  | 8PSK                                                                                  |                                                                                       | QPSK                                                                                  | QPSK                                                                                  |